# Apologia de Sócrates

"Mas já é hora de nos retirarmos, eu, para morrer, e vós para viverdes. Entre vós e mim, quem está melhor? Isso é o que ninguém sabe, excepto Zeus"

Palavras finais de Sócrates na "Apologia"
Apologia de Sócrates (por vezes simplesmente Apologia) (em grego clássico: Ἀπολογία Σωκράτους Apologia Socratis) é a versão de Platão de um discurso dado por Sócrates em cerca de 399 a.C.. A obra é considerada o segundo livro da tetralogia formada pelos seguintes diálogos: Eutífron, em que vê-se o filósofo, ainda livre, indo para o tribunal a fim de conhecer as acusações que lhe foram movidas pelo jovem Meleto; a Apologia, com a descrição do processo; o Críton, com a visita de seu amigo mais querido ao cárcere; o Fédon, com os últimos instantes de vida e o discurso sobre a imortalidade da alma.
Em Apologia de Sócrates, o mesmo faz sua defesa sobre as acusações de "corromper a juventude, não acreditar nos deuses e criar a nova Deidade".

## Síntese da obra
Sócrates começa a sua defesa advertindo que a verdade era mais inteligente do que os sabios, ao mesmo tempo, afirmando que seus acusadores nada disseram de verdadeiro, embora tenham sido tão convincentes que quase fizeram o próprio Sócrates crer que era culpado pelo que não fez. Demarca-se aqui a contraposição entre a sofística e a filosofia: Sócrates, representante maior desta na obra platónica, alega que, apesar de não ter a experiência de falar em tribunais e não dominar a retórica própria desse ambiente, pronunciará exclusivamente a verdade, sua preocupação como filósofo; seus denunciadores, ao contrário, não teriam compromisso com ela, mas apenas com a persuasão, com o uso da retórica para obtenção de seus interesses.
O filósofo resgata as acusações que pesam sobre ele, desde as mais antigas, que não faziam parte do processo, mas que poderiam influenciar a decisão dos juízes, até as mais recentes e oficiais. As denúncias que pesam são de não reconhecer os deuses que o Estado reconhece, de introduzir novos cultos e, também, de corromper a juventude, pelo que receberia pena capital, caso fosse julgado culpado. Essa acusação é assinada por Meleto, que representa os poetas, mas não somente ele; também Ânito, representante dos políticos e artífices, e Licon, ligado aos oradores, tendo os três o mesmo direito de palavra no desenvolvimento do processo.
Pouco se sabe sobre Meleto. Teria sido um tragediógrafo, cujos motivos para acusá-lo Sócrates alega desconhecer. Ânito é tido como o provável mentor do processo. Era um cidadão importante, pertencente a uma família de ricos comerciantes de curtumes; fora general a serviço de Atenas, durante a Guerra do Peloponeso. Destacou-se no cenário político ateniense por ser contra os Trinta Tiranos, ganhando simpatia por não pleitear recompensas pelos prejuízos econômicos que sofrera durante a oligarquia. As razões que o levaram a acusar Sócrates foram muitas, dentre elas, o relacionamento desaprovado de seu filho com o filósofo. Sobre Licon, pouco se sabe. Foi um orador relativamente afamado em Atenas, cujos motivos para a acusação Sócrates afirma desconhecer.
Em sua defesa, Sócrates, que atesta veementemente sua franqueza, busca um elemento que possa convencer os juízes de sua sabedoria. Menciona que o Oráculo de Delfos afirmou ser ele o homem mais sábio de sua época, pois, ao inquirir os políticos, os poetas e os artífices, todos afirmavam obter a plena sabedoria; e que somente ele, Sócrates, era o verdadeiro sábio, porque tinha a plena noção de sua “douta-ignorância” (“Sei que nada sei”).
Depois de ser julgado, enquanto aguarda a sentença, Sócrates volta e tem a ideia de fazer o que pensa ser justo, mesmo que suas ações o levem à morte. Toma como exemplo Aquiles, que, mesmo sabendo que seu ato iria levá-lo à morte, recusou-se a agir injustamente, vingando a morte de seu grande companheiro Pátroclo.
Ao ser julgado, Sócrates diz não estranhar a decisão, mas sim a razão dos votos contra (220) e a favor (280) da condenação, pois, se apenas 30 juízes da acusação tivessem votado contra, ele teria sido absolvido. Afirma que deveria fazer parte dos célebres que se encontram no Pritaneu e lamenta as leis de Atenas, que lhe concedem pouco tempo para sua defesa, em comparação a outras cidades em que a lei impede que uma pena de morte possa ser ditada em apenas um dia, e que por isso seria impossível se desfazer de tantas acusações em tão pouco tempo. Sócrates declara ter sido condenado pela falta de pudor, mas não pela falta de argumentos e afirma que não se arrepende da sua defesa, pois os que o condenam serão condenados mais tarde.
Àqueles que votaram favoravelmente, diz serem justos como juízes. E pronuncia um discurso elogioso sobre a morte, destacando o desconhecimento que o homem tem de sua real natureza, e elencando as duas hipóteses: a da morte ser uma noite de sono sem sonhos e uma ausência de sentidos ou uma simples passagem para um outro mundo, regozijando-se com ambas.
E termina, indicando a necessidade de encerrar sua defesa: "Mas já é hora de nos retirarmos, eu, para morrer, e vós para viverdes. Entre vós e mim, quem está melhor? Isso é o que ninguém sabe, exceto Zeus".